# Voden, Plovdiv
Voden (în bulgară Воден) este un sat în comuna Părvomai, regiunea Plovdiv,  Bulgaria. 

## Demografie
Componența etnică a satului Voden
     Turci (92,35%)
     Nicio identificare (7,15%)
     Altele (0,48%)
La recensământul din 2011, populația satului Voden era de 615 locuitori. Din punct de vedere etnic, majoritatea locuitorilor (92,35%) erau turci. Pentru 7,15% din locuitori nu este cunoscută apartenența etnică.